# Mathieu Poggi
Pour les articles homonymes, voir Poggi.
Mathieu Poggi est un acteur français qui s'est surtout fait connaître en 2009 avec son rôle dans la web-série Le Visiteur du futur puis par J'ai jamais su dire non et ses suites, La Théorie des balls et Le Secret des balls. Il est membre de l'équipe Frenchnerd et exerce, en dehors des tournages, le métier de professeur de judo.

## Biographie
Mathieu Poggi est né en 1985. C'est à l'âge de 6 ans (vers 1991) qu'il rencontre Slimane-Baptiste Berhoun et en CE2 (vers 1993) où ils se lient d'amitié.
Mathieu Poggi tient quelques rôles dans diverses web-séries de Frenchnerd telles que Scred TV ou dans Le Guichet. Mais c'est surtout dans la web-série à succès Le Visiteur du Futur de François Descraques que Mathieu Poggi se fait connaître. Il joue le rôle de Matteo, un personnage important qui évolue au fil des saisons. En 2021, il retrouve son rôle au tournage du film du Visiteur du Futur.
Mathieu Poggi est aussi connu pour avoir joué dans le cycle des Balls, une web-série composée de trois saisons réalisées par Slimane-Baptiste Berhoun. Il joue un des deux rôles principaux dans la première saison J'ai jamais su dire non avant de devenir le personnage principal dans la suite La Théorie des Balls. Il continue à tenir son rôle de Mitch dans la dernière saison Le Secret des Balls.

## Filmographie

### Cinéma

#### Longs métrages
- 2012 : Mais qui a retué Pamela Rose ? de Kad Merad et Olivier Baroux : Technicien Air-Force One
- 2022 : Le Visiteur du futur de François Descraques : Mattéo

#### Courts métrages
- 2012 : The Day the Earth Stopped Masturbating de Raphaël Descraques : Homme du SWAT
- 2012 : Les Super-Métro de Raphaël Descraques
- 2014 : Le Règne des enfants de Raphaël Descraques
- 2016 : No Match Land de Studio Bagel

### Web-séries
- 2009 : Le Visiteur du futur de François Descraques : Mattéo
- 2009 : Scred TV : Mathieu Poggi, professeur de sport et spécialiste de philosophie
- 2010 : J'ai jamais su dire non de Slimane-Baptiste Berhoun : Mitch
- 2011 : J'irai loler sur vos tombes de François Descraques : lui-même
- 2012 : Le Golden Show de François Descraques : génie
- 2014 : Epic Fitness de Slimane-Baptiste Berhoun
- 2015 : La Théorie des balls de Slimane-Baptiste Berhoun : Mitch
- 2016 : Le Secret des balls de Slimane-Baptiste Berhoun : Mitch

### Podcast
- 2019 : Mystère à St Jacut de François Descraques : Maclou Lebihan

### Clip
- Wake up de Mix Bizarre
- Vidéo montrant les rencontres des comédiens [1]